# Équipe de Corée du Sud féminine de handball
Maillots
Dernière mise à jour : 28 avril 2023.
L'équipe de Corée du Sud féminine de handball représente la Fédération sud-coréenne de handball lors des compétitions internationales, notamment aux tournois olympiques et aux championnats du monde.
Cette sélection est double championne olympique (1988 et 1992), une fois championne du monde (1995 et première asiatique) et de loin la meilleure nation d'Asie.
Il s'agit de la première équipe à avoir remporté les trois titres majeurs auxquelles elle concours (Jeux olympiques, championnats du monde, championnat continental) et également à les avoir détenus simultanément.

## Palmarès

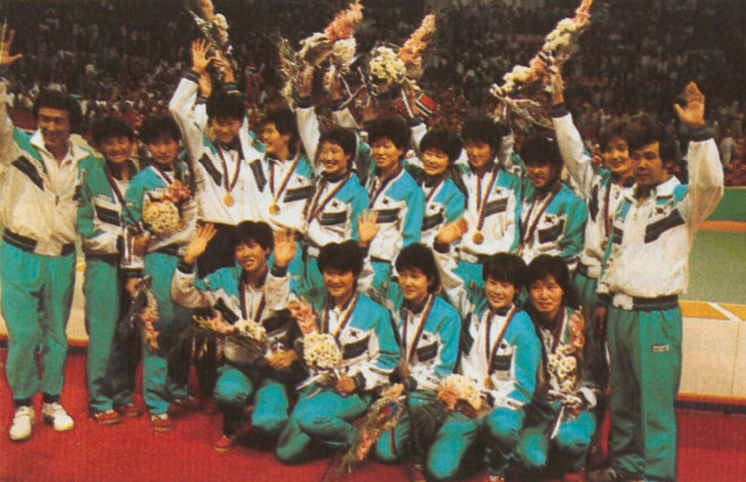
Les Sud-coréennes, championnes olympiques en 1988.

| Jeux olympiques - (1988, 1992) - (1984, 1996, 2004) - (2008) Championnat du monde - (1995) - (2003) | Jeux asiatiques - (1990, 1994, 1998, 2002, 2006, 2014, 2018) - (2006) Championnat d'Asie - x16 - (2002, 2010) - (2004) |

## Parcours en compétitions internationales
| Jeux olympiques - 1976 : non qualifiée - 1980 : Boycott - 1984 : Deuxième - 1988 : Vainqueur - 1992 : Vainqueur - 1996 : Finaliste - 2000 : 4e place - 2004 : Finaliste - 2008 : 3e place - 2012 : 4e place - 2016 : 10e place - 2020 : 8e place Jeux asiatiques - 1990 : Vainqueur - 1994 : Vainqueur - 1998 : Vainqueur - 2002 : Vainqueur - 2006 : Vainqueur - 2010 : 3e place - 2014 : Vainqueur - 2018 : Vainqueur - 2022 : qualifiée | Championnats du monde - 1957 à 1978 : non qualifiée - 1982 : 6e place - 1986 : 11e place - 1990 : 11e place - 1993 : 11e place - 1995 : Vainqueur - 1997 : 5e place - 1999 : 9e place - 2001 : 15e place - 2003 : 3e place - 2005 : 8e place - 2007 : 6e place - 2009 : 6e place - 2011 : 11e place - 2013 : 10e place - 2015 : 14e place - 2017 : 13e place - 2019 : 11e place - 2021 : 14e place - 2023 : qualifiée | Championnats d'Asie - 1987 : Vainqueur - 1989 : Vainqueur - 1991 : Vainqueur - 1993 : Vainqueur - 1995 : Vainqueur - 1997 : Vainqueur - 1999 : Vainqueur - 2000 : Vainqueur - 2002 : Finaliste - 2004 : 3e place - 2006 : Vainqueur - 2008 : Vainqueur - 2010 : Finaliste - 2012 : Vainqueur - 2015 : Vainqueur - 2017 : Vainqueur - 2018 : Vainqueur - 2021 : Vainqueur - 2022 : Vainqueur |

## Effectif

### Effectif actuel
L'effectif de l'équipe Jeux olympiques de 2024 est :

### Effectifs antérieurs

#### Jeux olympiques 2016
L'effectif de l'équipe aux Jeux olympiques 2016 était :
- Oh Yong-ran
- Jung Yu-ra
- Ryu Eun-hee
- Park Mi-ra
- Yoo Hyun-ji
- Kim Jin-yi
- Choi Su-min
- Sim Hae-in
- Lee Eun-bi
- Woo Sun-hee
- Kim On-a
- Gwon Han-na
- Nam Yeong-sin
- Yu So-jeong

Entraineur
- Lim Young-chul

#### Championnat du monde 1995
L'effectif champion du monde en 1995 était :
- Cho Soon-ja
- Gu Aeh-kycong
- Han Sun-hee
- Hong Jeong-ho
- Kim Eun-kyoung
- Kim Eun-mi
- Kim Mi-sim
- Kim Rang
- Kim Jeong-mi
- Lee Sang-eun
- Lim O-kyeong
- Moon Hyang-ja
- Oh Seong-ok
- Oh Yong-ran
- Pack Chong-sook
- Park Jeong-lim

Sélectionneur
- Chung Hyung-kyun

#### Jeux olympiques de 1992
L'effectif champion olympique en 1992 était :
- Moon Hyang-ja
- Nam Eun-young
- Lee Ho-youn
- Hwang Sun-hee
- Lee Mi-young
- Hong Jeong-ho
- Lim O-kyeong
- Min Hye-sook
- Park Jeong-lim
- Oh Seong-ok
- Jang Ri-ra
- Kim Hwa-sook
- Han Hyun-sook
- Park Kap-sook
- Han Sun-hee
- Cha Jae-kyung.

Sélectionneur
- Chung Hyung-kyun

#### Jeux olympiques de 1988

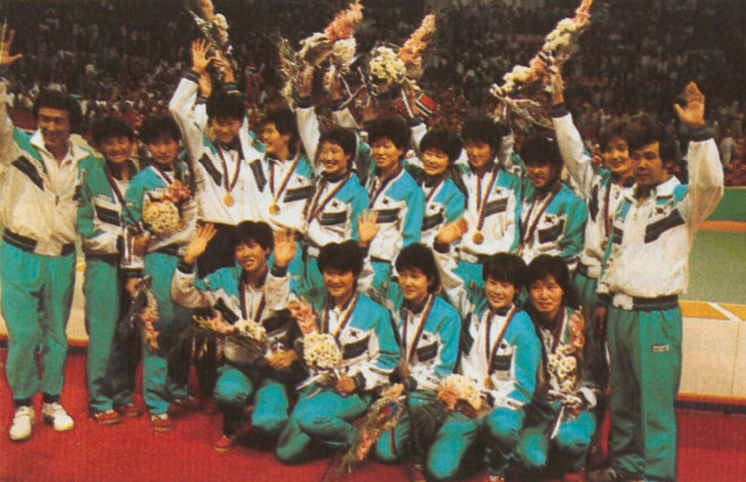
Les championnes olympiques en 1988.

L'effectif champion olympique en 1988 était :
- Song Ji-hyun
- Han Hyun-sook
- Kim Choon-rye
- Kim Myung-soon
- Lee Ki-soon
- Lee Mi-young
- Kim Hyun-mee
- Kim Mi-sook
- Suk Min-hee
- Son Mi-ha
- Lim Mi-kyung
- Kim Kyung-soon
- Sung Kyung-hwa

Sélectionneur
- Park Jung-ku

## Personnalités liées à la sélection

### Joueuses majeures
- Kim Hyun-mee - handballeuse de l'année en 1989, championne olympique (1988)
- Lim O-kyeong - handballeuse de l'année en 1996, championne olympique (1992) et du monde (1995)
- Han Hyun-sook - double championne olympique (1988 et 1992)
- Lee Mi-young - double championne olympique (1988 et 1992)
- Han Sun-hee - championne olympique (1992) et du monde (1995)
- Hong Jeong-ho - championne olympique (1992) et du monde (1995)
- Moon Hyang-ja - championne olympique (1992) et du monde (1995)
- Oh Seong-ok - championne olympique (1992) et du monde (1995)
- Park Jeong-lim - championne olympique (1992) et du monde (1995)
- Woo Sun-hee, élu meilleure ailière droite des JO de 2004 et des championnats du monde 2003, 2005 et 2013

### Sélectionneurs
- Park Jung-ku : sélectionneur dans les années 1980
- Chung Hyung-kyun : sélectionneur dans les années 1990
- Lim Young-chul (en) : sélectionneur dans les années 2010
- Kang Jae-won : sélectionneur de 2010 à 2015 et depuis 2017